# غابرييلا بيزارو
غابرييلا بيزارو (بالإسبانية: Gabriela Pizarro)‏ هي مغنية وملحنة تشيلية، ولدت في 1932 في ليبو (تشيلي) في تشيلي، وتوفيت في 1999.

## وصلات خارجية
- غابرييلا بيزارو على موقع ميوزك برينز (الإنجليزية)
- غابرييلا بيزارو على موقع ديسكوغز (الإنجليزية)